# Sluneční cyklus

Sluneční aktivita stanovená radiokarbonovou metodou.

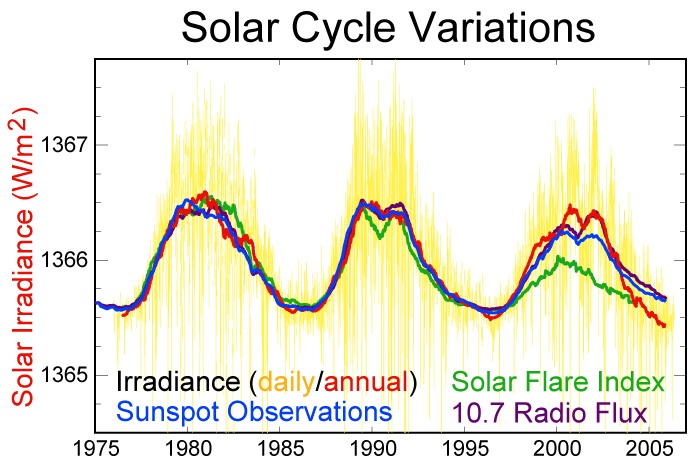
Sluneční proměnlivost během 30 let.

Schwabeův sluneční cyklus, Schwabe-Wolfův cyklus nebo cyklus slunečních skvrn je cyklus jedenáctileté aktivity Slunce objevený roku 1843 německým hvězdářem Heinrichem Schwabem. Roku 1849 byl položen základ pozorování počtu slunečních skvrn pozorovaných na naší nejbližší hvězdě. Jako cyklus číslo 1 se ale označuje ten, který probíhal v letech 1755 až 1766. Z archeologických poznatků se ukazuje, že cyklus byl přítomný i před přibližně 300 milióny let. Cyklus je také spojen s otočením sluneční magnetické polarity. Sluneční cyklus není přesně 11 let dlouhý; nejkratší byl 9letý, nejdelší skoro 14letý.
Cyklické změny způsobuje sluneční dynamo, které je ovlivňováno slapy planet jako je Jupiter (s oběžnou dobou necelých 12 let). Na souvislost slunečního cyklu s postavením planet je však poukazováno již déle.
Časy nejvyšší aktivity známé také jako sluneční maxima jsou charakterizovány vyšším počtem slunečních skvrn, než je tomu obvyklé. Časy nejnižší aktivity, též známé jako sluneční minima, během nichž je magnetické pole Slunce téměř dipolární. Solární maximum bylo v roce 2001 a poté Slunce vstoupilo do minima (začátku) slunečního cyklu 24 v lednu 2008. Cyklus 24 byl původně odhadován jako aktivnější. Poslední sluneční maximum pak bylo v roce 2014 a mělo nízký počet skvrn. Cyklus 25 začal v prosinci 2019.
Jak je vidět na starším obrázku, sluneční konstanta se mění o 0,1 % (1 W/m2) a průměrná hodnota je 1 366 W/m2. V současnosti se (převážně díky předchozím instrumentálním chybám měření) uvádí hodnota pod 1 361 W/m2 a časová řada je rekonstruovaná z dat z různých satelitů.
Babcockův Model vysvětluje 11leté a 22leté cykly, které nastávají kvůli změnám v magnetických polích.
Velikost je amplitudově modulována s periodou přibližně 87 let (Gleissbergův cyklus) a snad i 210 let (Suessův cyklus).
Cyklus se pak může projevit na zemských teplotách i o 0,1 °C.

## Známá minima
Období sluneční aktivity, kdy se neobjevovaly téměř žádné sluneční skvrny.
- Maunderovo minimum, 1638–1715
- Spörerovo minimum, 1400–1510
- Daltonovo minimum, 1790–1830